# Ercole II d'Este
Ercole II d’Este (Ferrara, 5 april 1508 — aldaar 3 oktober 1559) was hertog van Ferrara, Modena en Reggio van 1534 tot zijn dood in 1559. Hij was een lid van het Italiaanse Huis d'Este en de oudste zoon van hertog Alfonso I d'Este en diens vrouw Lucrezia Borgia.

## Afkomst en huwelijk

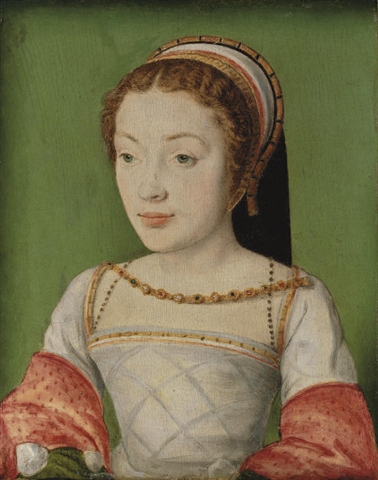
Ercole's vrouw, hertogin Renate van Frankrijk

Via zijn moeder was Ercole een kleinzoon van paus Alexander VI, een neef van Cesare Borgia en ook een neef van Franciscus Borgia. Via zijn vader was hij neef van Isabella d'Este "Eerste vrouw van de Renaissance", en van kardinaal Ippolito I d'Este.
Zijn broers en zusters waren Ippolito II d'Este, aartsbisschop van Milaan en later kardinaal, non Leonora en Francisco, Marchese di Massalombarda. Hij had ook een paar halfbroers en -zusters zoals Rodrigo Borgia van Aragon, Lucrezia’s zoon bij Alfonso van Aragon, hertog van Bisceglie en Giovanni Borgia de "infans Romanus".
In april 1528 trouwde Ercole met Renate van Frankrijk, de tweede dochter van Lodewijk XII, koning van Frankrijk en diens vrouw Anna van Bretagne. Renate ontving van Frans I van Frankrijk een bruidsschat. Uit het huwelijk werden volgende kinderen geboren:
1. Anna d'Este (1531-1607), die trouwde met (1) Frans van Guise en met (2) Jacob van Savoye-Nemours, tweede hertog van Nemours.
2. Alfonso II d'Este (1533-1597), hertog van Ferrara
3. Lucrezia Maria d’Este (1535-1598, die trouwde met Francesco Maria II della Rovere, hertog van Urbino
4. Luigi d’Este (1538-1586), bisschop van Ferrara en aartsbisschop van Auch

De kinderen kregen een zorgvuldige opvoeding.

## Periode als hertog
Toen hij hertog werd in oktober 1534, draaide Ercole van koers en nu tegen de Fransen op zijn hof, hij vond ze te duur en te invloedrijk, en rond 1543 had hij alle Fransen van het hof verbannen. Hij stond ook onder grote druk van de Romeinse Curie. Hij moest van de Romeinse Curie degenen die van ketterij werden verdacht verbannen van zijn hof; Johannes Calvijn zelf was zelfs een tijd in Ferrara in 1536. Ondertussen correspondeerde hertogin Renate met een paar protestanten, ze werd er uiteindelijk van verdacht te zijn bekeerd tot het protestantisme, ondanks een speciaal geplaatste rechtbank van de Inquisitie in Ferrara. Ercole vertelde de beschuldigingen van ketterij van zijn vrouw uiteindelijk aan koning Hendrik II van Frankrijk en aan het hoofd van Inquisitie in Ferrara Oriz in 1554, en vervolgens bekende zij.
Ercole steunde paus Paulus IV en Frankrijk tegen Spanje in 1556, maar sloot een apart vredesverdrag in 1558.
Hij was ook een voorbeeld voor schilders en architecten samen met zijn broer, kardinaal Ippolito, ze bouwden samen Villa d'Este in de buurt van Tivoli.

## Dood en opvolging
Ercole II stierf op 3 oktober 1559 in Ferrara, hij werd als hertog opgevolgd door zijn zoon Alfonso II.